# Leonor Pimentel y Zúñiga
Leonor Pimentel y Zúñiga, también Estúñiga o Stúñiga, (1437-1486) fue una noble española, I duquesa de Plasencia, que logró acumular un gran poder e influencia en la sociedad de su tiempo.

## Trayectoria
Era hija de Elvira de Zúñiga y Guzmán y Juan Alfonso Pimentel y Fonseca, conde de Mayorga. Quedó huérfana y fue criada bajo la tutela de su abuelo materno y de su tío Álvaro de Zúñiga y Guzmán. Además, estaba emparentada, por parte de sus abuelos, con los Enríquez, otro importante linaje castellano.
En 1458, se casó con su tío materno Álvaro de Zúñiga y Guzmán, I duque de Arévalo, de Plasencia y de Béjar, II conde de Plasencia. El Papa Pío II tuvo que conceder la dispensa debido a la consanguineidad entre ambos. El matrimonio tuvo tres hijas: Isabel, casada con Fadrique Álvarez de Toledo, II duque de Alba (lo que unió a las casas de Zúñiga y Alba), Elvira, y María, casada con Álvaro de Zúñiga Guzmán, su sobrino y II duque de Béjar, y un hijo, Juan, eclesiástico y último Maestre de la Orden de Alcántara.
En 1465, fue anfitriona, junto a su marido, del príncipe heredero Alfonso de Castilla que sería alzado rey en sustitución de Enrique IV. Este hecho inició en el Reino una guerra civil que se prolongaría hasta 1468. En Plasencia, Leonor logró que el joven Alfonso le concediera la merced de Trujillo a su marido, y, en caso del fallecimiento de éste, a ella misma. Así, los Zúñiga colaboraron activamente en el sostenimiento de la causa alfonsina. En 1466, Leonor empeñó su villa de Mayorga a su primo el conde de Benavente, aunque también recibió mercedes del rey Alfonso.
Paralelamente, las circunstancias hicieron que los Zúñiga actuaran en calidad de intermediarios para una paz en el Reino. Este hecho los acercó también al rey Enrique IV, aunque sin abandonar la causa alfonsina. Para conseguir la paz, Pimentel propuso el matrimonio del rey Alfonso con una de sus hijas. No lo consiguió, pero Enrique IV la mantuvo por interlocutora válida e incluso pasó temporadas, desde 1467, en tierras de Plasencia. Tan estimados eran los servicios de Pimentel que hasta el propio condestable Miguel Lucas de Iranzo elogió su actividad por aquellos años.
Pimentel también luchó por la vacante de la Orden de Alcántara para su hijo, un niño de apenas once años, en 1472. Finalmente, el Papa aprobó la concesión, llevando la administración, hasta la mayoría de edad de aquél, su padre Álvaro de Zúñiga.
Fundó el monasterio de San Vicente Ferrer en Plasencia y realizó numerosas obras pías. Su testamento refleja su deseo de ser enterrada en dicho monasterio y su dedicación a la Iglesia. Además, patrocinó otras iglesias y monasterios en Béjar y Plasencia, demostrando su compromiso con la fe y la caridad.